# Arkitektyrkets historia i Sverige
Arkitektyrkets historia i Sverige

## 1600-talet
Det var först på 1600-talet som arkitektyrket framträdde som en egen yrkeskategori i Sverige. Vid denna tid var arkitektyrket starkt kopplat till kungamakten och aristokratin. Detta tog sig uttryck i byggandet av slott både i stad och på landsbygden. Ett exempel på detta är planerna för Riddarhuspalatset (uppfört 1641–1674) som ritades av Simon de la Vallée tillsammans med tre andra arkitekter. Simon de la Vallée var en av de första arkitekterna verksamma i Sverige. I likhet med flera arkitekter under detta århundrade hämtades han från utlandet.
Inom det svenska riket var professionen som fortifikationsingenjör ett viktigt ursprung till arkitektyrket. Erik Dahlbergh började sin yrkesbana inom detta område men kom att samtidigt bli arkitekt. Till hans största verk hör en omfattande bildguide till stormaktssveriges arkitektur vid namn Suecia antiqua et hodierna, där han även kom att utveckla sin färdighet som en dåtida reklamformgivare i den svenska statens tjänst. I boken finns lätt förskönade bilder från de många svenska städer som uppfördes under århundradet.
Kännetecknande för arkitektyrket på 1600-talet var att det gick i arv mellan mästare och gesäll, ofta inom familjen. Ett exempel på detta är Jean de la Vallée som tog över Riddarhusprojektet efter sin fars död.
Arkitekten hade inte någon ledande roll i själva byggprocessen, utan dåtidens kontrakt stipulerade att bygget i princip var en fråga mellan byggherren och hantverkarna från och med färdigställandet av ritningarna.

## 1700-talet
Frihetstiden inleddes 1719 genom att kungens envälde upphörde och riksdagen fick då oinskränkt lagstiftningsmakt. Detta innebar att arkitekternas yrkeskunnande, om än i maklig takt, började spridas till fler samhällsskikt än endast adeln.  Nya uppfinningar kom att spridas, som den av Carl Johan Cronstedt utvecklade kakelugnen.
Utanför Stockholm dominerade trä som byggnads- och fasadmaterial. Byggnader uppfördes enligt gamla traditioner utan inblandning av arkitekter.
Frihetstiden tog slut 1772 i och med att Gustav III blev enväldig härskare. Arkitekternas yrkesverksamhet kom åter att koncentreras kring hovet. 1773 grundade kungen Konstakademiens byggnadsskola, som var den första formella utbildningsinstitutionen för arkitekter i Sverige. I slutet av 1700-talet blev evenemangsarkitekturen populär, med till exempel rikt utsmyckade utomhusteatrar.
En stor uppgift för 1700-talets arkitekter var planeringen av bruksorterna. Dessa kom att uppföras i och med den ekonomiska blomstringen för järnindustrin.

## 1800-talet
Bland annat som en följd av att Sverige förlorade Finland 1809 var nationalismen på frammarsch och vikten av ett starkt försvar betonades. Arkitekterna kom att resa utomlands i mindre utsträckning och i stället inriktades energin mot att förstå Sveriges historia genom arkitekturen.
Fortifikationsingenjörerna stod för lejonparten av dåtidens statliga projektering av byggnader. Bland 1800-talets militärarkitekter var Fredrik Blom en av de mest framträdande. Förutom att rita flera av militärbyggnaderna på Skeppsholmen blev han också känd för sina prefabricerade hus både inom och utom Sverige. Dessa bestod av dubbla brädväggar med lufttätt papp emellan. Väggar, golv och tak fördes till byggnadsplatsen i delar och var förberedda med spånt för smidig sammanfogning. 
Industrialiseringen och därmed också urbaniseringen skedde i snabb takt under århundradet, vilket ledde till många uppdrag för arkitekterna. Offentliga byggnader uppfördes för att möta praktiska behov i staden och dessutom ge ett representativt intryck i linje med tidsandan. Byggnaderna kunde bestå av bland annat monumentala järnvägsstationer, sjukhus och rådhus.
På grund av den stora bostadsbristen tog spekulationsbyggandet fart. Byggmästarna var inriktade på kortsiktig vinst och gårdsutrymmena utnyttjades maximalt vilket gav bostäder med dåliga sanitära förhållanden som följd.
1874 kom den första enhetliga byggnadsstadgan för hela landet. Stadgan stipulerade det kommunala planmonopolet och satte regler för inrättandet av kommunala byggnadsnämnder.
Rollerna för arkitekten respektive byggmästaren och hantverkaren kom gradvis att bli glida isär under 1800-talet. Arkitektens arbete blev inriktat på form, volym och komposition medan byggmästarens och hantverkarens arbete kom att fokuseras mot på tekniska konstruktioner och detaljering.  Detta tillsammans med skråväsendets upphörande 1846 gav som konsekvens att arkitektarbetet under 1880-talet utkristalliserades som ett tydligt eget yrke.

## 1900-talet
År 1911 beslutade riksdagen om att förändra arkitektutbildningen till att bli mer konstnärligt och mindre tekniskt inriktad, därmed blev det nya synsättet på arkitektyrket officiellt ratificerad. 
Arkitektens status och ställning var under den första hälften av 1900-talet stark. Byggnadsverksamheten expanderade över hela landet, men arkitekterna verkade i huvudsak i Stockholm. 
År 1936 bildades SAR som den första rikstäckande och självständiga organisationen för arkitekter i Sverige.
Fram till andra världskriget var arkitekterna i hög grad fria yrkesutövare. Anställning betraktades som en form av praktik, målet var att starta ett eget kontor. Vidgande arbetsfält öppnade sig där arkitekter tog på sig uppdrag inom bland annat arbetsledning, stadsplaneteknik och trädgårdskonst. 
Fram till 1960-talets början fanns fortfarande en småskalighet i byggandet som gynnade arkitektens position. 1960-talet kom att bli en brytningstid, då yrkesrollen förändrades radikalt. Socialdemokraterna drog igång miljonprogrammet med storskaligt organiserat byggande. Tidens tecken var byggstandarder, statliga byråer och stora byggföretag. ”Apparaten Bygg-Sverige” kom att bli arkitekternas huvudsakliga arbetsgivare. Även kontoret blev större och gavs namn med karakteristiska anonyma akronymer som VBB och FFNS. 
Eftersom alla ritningar skulle vara färdigställda när bygget startade försvann kontakterna för arkitekterna under själva bygget. Detta ledde till att en viktig del av möjligheten till inhämtandet av tyst kunskap gick förlorad – kontakten med byggandets verklighet, kunskapen om byggnadsmaterialen och ömsesidigt utbyte med andra yrkesgrupper. Arkitekten kom att ofta att bli en ”ritslav” som pressades att producera på ett större kontor.
1970-talet präglades av omvärdering i samhället. Den socialdemokratiska modellen av storskalig planering ifrågasattes i och med den gröna vågen. Miljonprogrammet fick ett abrupt slut delvis beroende på kritiken men i högre grad på grund av att bostadsbristen förbytts i ett överutbud. Byggandet kom efter miljonprogrammet mer att ske i en mindre skala. De i yrkesrollen brutna fragmenten av dels ingenjörsmässigt ”rationell” projektering och dels konstnärlig skicklighet började att sammanfogas.